# Ардатовське міське поселення (Ардатовський район, Мордовія)
Арда́товське міське поселення (рос. Ардатовское городское поселение) — муніципальне утворення у складі Ардатовського району Мордовії, Росія. Адміністративний центр та єдиний населений пункт — місто Ардатов.

## Населення
Населення — 8480 осіб (2019, 9400 у 2010, 9587 у 2002).